# 牧本千幸
牧本 千幸（まきもと ちゆき、1970年12月16日 - ）は、日本のタレント、グラビアアイドル、AV女優、女優、声優、ストリッパー、ブロガー、動画配信者（ライバー）。福島県いわき市出身。

## 略歴
1988年、『超少女ちゆきが行く』（宇宙企画）でAVデビュー。宇宙少女の1人として人気を博した。
1990年に引退したが、1997年につかもと友希（ - ゆうき）に改名して再デビュー。
1999年から、一時期ストリッパーとしても活躍した。
2005年、つかもと.友希に改名。
2008年、デビュー20周年を迎え、再び牧本千幸に改名したが、またつかもと.友希に改名している。
2011年、引退。ブログ「つかもと.友希現つかもとゆうきの本音ブログ〜女の生きざま〜」は、2012年6月27日をもって閉鎖。
2012年6月12日アメーバブログ「つかもと.ゆうきblog」をスタート。 
2019年12月、「週刊アサヒ芸能」誌上においてヌードグラビアを披露（つかもと.友希名義）。
2021年4月配信アプリ「イチナナ」にてライバーデビュー。

## 作品

### アダルトビデオ

#### 牧本千幸 名義
1988年
- 超少女ちゆきが行く（宇宙企画）

1989年
- 今日は幸せさん（宇宙企画）
- 美少女Hi-Fi写真館2（3月13日）
- 夢見て千幸（11日26日、宇宙企画）

1990年
- オールヌード（宇宙企画）
- お騒がせして、すいません（宇宙企画）
- 毛糸のパンツ（4月15日、宇宙企画）

2009年
- すけべな息子に義母はメロメロ 9 牧本千幸、七海結衣（6月13日、東京音光）
- 想像してみて下さい。もしも艶やか熟女と二人きりでお風呂に入っていて勃起したチ○ポを見られたら… 艶堂しほり遠藤しおり、牧本千幸（6月18日、SODクリエイト）
- まさか叔母ちゃんに筆下ろしされるとは… 20（7月10日、東京音光）
- 近親相姦 お母さんの美尻（8月1日、ワンズファクトリー）
- 美熟女近親中出し姦（9月5日、ルビー）
- 母子交尾 ［三国路］（10月3日、ルビー）
- 美しき悪妻（10月20日、STAR PARADISE）

2010年
- 人妻SEXカウンセリング（1月7日、マドンナ）

#### つかもと友希 名義
1997年
- 制服ラヴァーズ2（9月13日、セクシア（トライハートコーポレーション） ）

1998年
- 人間発電所
- あぶない放課後新・女教師スペシャル（4月12日、V&R）
- 全身ハードレズ（6月12日、V&R）
- 全身ハードコア（7月12日、V&R）
- LINGERIE DOLLS vol.6（8月16日、宇宙企画（メディアステーション） ）共演:小室友里、夏樹みゆ

1999年
- 淫華乱舞（7月6日、バズーカ（メディアステーション） ）共演:小沢まどか
- 優雅な堕天使 ～悲劇のランジェリードール～（8月5日、アタッカーズ）
- 女尻（9月21日、アリスJAPAN）

2000年
- 美尻6（2月9日）
- 堕天使Ｘ（2月11日、宇宙企画）
- 真トライアングル・レズビアン（4月17日、KUKI）共演:桜菜々、岡崎美女
- 奴隷女教師（4月28日）
- 金融腐敗 淫獣銀行（12月6日、アタッカーズ） 共演:岡崎美女、夢野まりあ

2001年
- 田舎っぺだよお姉さんスペシャル山編（カントリーウーマン）
- 未亡人・肉奴隷（6月8日）
- 義母・レズ2（9月4日)
- 憧れの温泉おかみさん（12月20日)

2003年
- つかもと友希のお姉さんにまかせなさい!（6月13日）
- SHY VINTAGE TUKAMOTO YUKI（12月17日)

2004年
- Paradox Vol.5（4月20日、パララ） ※激薄・薄消し作品
- 解放区 RELEASE DIVISION 聖姦への臨戦体勢（7月8日、アタッカーズ) 共演:鈴木麻奈美、夏目愛、りん。
- アタッカーズ7周年記念スペシャル淫獣女狐の欲望（8月8日、アタッカーズ) 共演:姫咲しゅり、筒見友、岡崎美女、三咲まお、小室芹奈、渡瀬晶、風間恭子、杉森風緒
- 女怪盗 女豹 3 ゴッホの贋作（10月8日、アタッカーズ）共演:鈴木麻奈美、森咲小雪
- 本番解禁 The Real SEX（11月）
- 本番解禁（11月15日、マドンナ）

2005年
- 美熟女ソープ壺姫御殿 お年玉ペロペロスペシャル（1月15日、マドンナ） 共演:加山なつこ、憂木瞳
- 義母の癒し（2月15日、マドンナ）
- 駕篭女（3月15日、マドンナ）
- 中出しされた保健教師（9月25日、マドンナ）
- 好色妻 私、Mなんです 誰でもいいから犯して下さい（11月15日、隼エージェンシー）
- 美女マゾ愛奴・友希（11月）

2006年
- 中出しされた保健教師（9月25日、マドンナ）

2007年
- 大物女優 幻の復刻版（2月13日、NEO ATLAS）

2008年
- 愛欲の義母（1月19日、MARIA）
- 親友の母中出し つかもと友希、結花（1月25日、小林興業）
- 人妻女教師 恥辱の保健室（3月24日、レジェンド・ピクチャーズ）他出演:青山えりな
- The Best of No.1 つかもと友希 Deluxe（5月9日、メディアバンク）

2010年
- 美女マゾ愛奴 友希（5月26日、アヴァ）
- 極上マゾ生肉愛奴（10月28日、アヴァ）
- 今昔秘湯（12月20日、メディア総販ソレイル）

2011年
- スーパースター妖艶雪中調教 極上美女マゾ・友希（2月24日、アヴァ） 2006年発売作品の再リリース

#### つかもと.友希 名義
2006年
- こだわりの手コキ 40人のハンドメイド（2月10日、隼エージェンシー）他多数出演
- レイプ囮捜査官 亜里沙 嘆きの天使（4月7日、アタッカーズ）
- オナニスト 第13章 40人のズリマン女（4月10日 隼エージェンシー） 他多数出演
- フェラコレ2006夏（6月12日 隼エージェンシー）他多数出演
- 拘束椅子トランス（6月19日、ドグマ）
- 地獄の女神（7月7日、アタッカーズ） 共演:上原留華、坂本麻弥
- 潔癖性の熟れた女教師は犯されたい（8月19日）
- 嘆きの天使 レイプ囮捜査官 沙耶華（9月7日、アタッカーズ） …共演:沙耶華、白山ゆり、堀口瞳
- 中出しされた保健教師（9月25日）
- 9人の奴隷妻5 昼下がりの犯され妻（10月10日、隼エージェンシー） 他出演:結衣、ささきふう香、酒井ちなみ、宮澤ゆうな、和希優子、愛沢美奈、須藤あゆみ
- 温泉物語 表（11月3日、映天）
- 温泉物語 裏（11月3日、映天）
- 奴隷島 第6章 身代わり人形の涙（11月7日、アタッカーズ）共演:美神ルナ、白山ゆり、MAYA
- 悩殺的熟女レズビアン ～第一巻～（11月19日、ZONE） …共演:風間ゆみ
- 抜きまくる人妻たち 美しい人妻30人のフェラ&手こき（11月19日、BRAVO）他多数出演
- 人妻背徳淫靡 コスプレセレブ妻 高桑光子の場合 つかもと・友希（11月22日、グローリークエスト）
- 女医 平沼礼子 メンタルレイプクリニック つかもと.友希（12月7日、アタッカーズ） …共演:橘未稀
- M つかもと.友希（12月8日、映天）
- 悩殺的痴女遊戯 第十一章 セレブな叔母さん、Fカップ友希34才（12月10日、AVS）
- 絶頂！どM天国!! vol.1 つかもと.友希（12月19日、BRAVO）
- デカい乳首のお姉さんにもてあそばれたい。 つかもと.友希（12月19日、ドグマ）

2007年
- Weekly 日替わり妻 3（1月6日、クリスタル映像） 他出演:上村愛、白鳥蘭、上原れい、滝沢まみ、宮崎嘉穂、永瀬あき
- アナル奴隷白書（1月7日、アタッカーズ）
- 中出しソープ 麗しの熟女湯屋（1月10日、グローバルメディアエンタテインメント）
- 美熟女Venus port つかもと.友希（1月16日、スターゲート）
- つかもと.友希 美熟女 Venus port（1月16日、マキシング）
- 東京親子どんぶり つかもと.友希、椎名りく（1月19日、メディア・アーツ）
- お姉ちゃんと唾と唾液でベロベロレズKiss（2月22日、ヒビノ） …共演:百瀬めぐみ、竹下あや
- 淫魔の生贄 【生中出しの儀】つかもと.友希（3月7日、アタッカーズ）
- 「熟女の口はもっと嘘をつく。」 熟雌女anthology ＃019 つかもと.友希（3月22日、アウダースジャパン）
- プライベートでリアルなSEX（4月20日、映天）
- 恋愛できないカラダ 2（4月28日、あけぼの映像）
- SM LIVE SHOW!! つかもと.友希 服従調教LIVE!（5月7日、アタッカーズ）
- 愛着2 Love Dress（7月4日、AVS）
- 美人淑女はバイブに夢中（7月4日、AVS）
- 悩殺的痴女遊戯 第十一章 セレブな叔母さん、Fカップ友希34才（7月4日、AVS）
- 非日常的悶絶遊戯 レストランウエイトレス、友希の場合（7月4日、AVS）
- 義母 友希 つかもと.友希（7月13日、溜池ゴロー）
- 貞操帯の女2（8月7日、アタッカーズ） 共演:滝沢優奈
- 美顔（9月13日、溜池ゴロー）
- 人妻失格 ～出会い系に狂った女～（10月13日、溜池ゴロー）
- 中出し破壊 黒人ファッカーVS巨乳美人ママ（11月7日、グローバルメディアエンタテインメント）
- 非日常的悶絶遊戯 3人の仲良し奥様、友希、美鈴、純の場合（12月1日、AVS） 共演:白鳥美鈴、流川純

2008年
- 愛欲の義母（1月19日、MARIA）
- 親友の母中出し（1月25日、小林興業）
- 貞操帯の女4（3月7日、アタッカーズ） …共演:しいのまお、姫咲りりあ

2010年
- STAR FILE（1月30日、スターゲート）

他多数出演。

## 出演

### バラエティ
- 矢部美穂のオンナの蜜談（MONDO21）
- トゥナイト2(テレビ朝日)

### テレビドラマ
- 金曜ナイトドラマ 特命係長 只野仁（2ndシーズン） （2005年1月14日 - 3月18日、テレビ朝日） - 第13話ゲスト出演

### 映画
- BREAK HEAT バクの胃袋を開け!（1998年）友希
- 菊次郎の夏（1999年）ホステス（つかもと友希名義）

### オリジナルビデオ
- 君と見たい恐い話 - 第3話『ギクッ!』（1992年、徳間ジャパンコミュニケーションズ）
- 官能小説夫人 人妻・秘密の告白(1998年製作、レジェンド・ピクチャーズ・つかもと友希名義）
- ラブホテル　あぶない関係（2001年製作、レジェンド・ピクチャーズ・つかもと友希名義）
- 猟奇的な人妻　いつまでも抱いていて（2003年製作、レジェンド・ピクチャーズ・つかもと友希名義）
- 隣の奥様　昼下がりの誘惑（2006年製作、レジェンド・ピクチャーズ・つかもと.友希名義）
- 人妻女教師　恥辱の保健室（2006年製作、レジェンド・ピクチャーズ・つかもと.友希名義）
- 人妻のうごめき 今夜はトロケあいたい（2007年製作、レジェンド・ピクチャーズ・つかもと.友希名義）
- 卒業 熟女の妖しい誘い（2008年製作、レジェンド・ピクチャーズ・牧本千幸名義）
- 友達の母　女ざかりの熟れた乳房（2009年製作、レジェンド・ピクチャーズ・牧本千幸名義）

### イメージビデオ
- 夏が見えた そんな気がした（英知出版）

### 雑誌
- ニャン2倶楽部（白夜書房）

### 写真集
- 18歳の少女日誌（1988年 発行、撮影：前場輝夫、英知出版）
- C GRAFFITI（1989年 発行、撮影：若杉憲司、英知出版）
- W エロス（1999年 発行、メディアックス）

### ゲスト出演等
- 岸谷五朗の東京RADIO CLUB（1991年、TBSラジオ） - 共演：高見沢杏奈

### ゲーム
- 牧本千幸のメランコリー（宇宙企画・英知出版 1989年2月）- PC-8801mkIISR以降 5インチソフト

## CD
- Beppin -グラビアのアイドルたち-Vol.1（1992年1月21日、PLATZ）PLCP-301

1. あいつと私(牧本千幸)
2. モノローグ～カクテルをもう一度(牧本千幸)
3. 会えない時も(森下あみい)
4. モノローグ～二人の朝にくちづけを(森下あみい)
5. 木枯しトキメキSEXY RAP(川島美優)
6. モノローグ～浮気はダ・メ・ヨ(川島美優)
7. 吐息のジュエル(小森愛)
8. モノローグ～ジェットコースター・ショック(小森愛)
9. フィナーレ～プリティー・エッセンス(牧本千幸，森下あみい，河島美優，小森愛)